# Lufttumningen
Lufttumningen var ett omfattande bedrägeri inom virkesmätningen på Ångermanälven och Faxälven omkring år 1920–1930. 
Skogsägarna längs flottlederna transporterade ut virke, sågtimmer och massaved till vattendragen. Under vårarna flottades virket ned till industrierna vid kusten. Skogsägarna fick betalning för virket efter inmätning, även kallat "tumning". Inmätningen skedde vid leveransplatsen, oftast vinterisen på vattendraget. Med denna metod gick det minst ett halvår mellan inmätning och upparbetning vid industrin.
Under den ekonomiska krisen efter första världskriget sjönk virkespriser och arbetslöner. Virkesleverantörerna ansåg sig få allt för låga priser och tummarna fick låga löner. Några kom överens om att redovisa virke som inte fanns och dela på virkeslikviden. Det gick bra och fler leverantörer och tummare anslöt sig till idén. Det påstås att det redovisades virkesleveranser på flottleder som fortfarande inte återfunnits i terrängen.
Med tiden blev svinnet så stort att industrierna började ana att något måste vara fel. Efter undersökningar kom sanningen fram och en av åtgärderna blev att se till att tummare och leverantör inte fick vara bekanta. Dessutom skärptes kontrollen på leveransplatserna.